# Alan Tudyk
Alan Tudyk, född 16 mars 1971 i El Paso i Texas, är en amerikansk skådespelare. Tudyk har bland annat medverkat i Firefly. Sedan Disneyfilmen Röjar-Ralf från 2012 har Tudyk haft en biroll i varenda Disneyklassiker på samma sätt som John Ratzenberger, som har en biroll i varenda Pixar-film.
Tudyk och koreografen Charissa Barton förlovade sig i december 2015. De gifte sig i september 2016.

## Filmografi (i urval)
- 1998 – Patch Adams
- 2000 – 28 dagar
- 2000 – Wonder Boys
- 2001 – En riddares historia
- 2001 – Hjärtan i Atlantis
- 2002 – Ice Age (röst som Lenny)
- 2002–2003 – Firefly (TV-serie)
- 2004 – Dodgeball
- 2004 – I, Robot
- 2005 – Serenity
- 2006 – Ice Age 2 (röst som Cholly)
- 2007 – Trångt i kistan
- 2007 – På smällen
- 2007 – 3:10 to Yuma
- 2009–2010 – Dollhouse (TV-serie)
- 2010–2013 – Young Justice (TV-serie) (röst som Green Arrow, Psimon och Captain Cold)
- 2011–2014 – Suburgatory (TV-serie)
- 2011 – Transformers: Dark of the Moon
- 2011 – Alvin och gänget 3 (röst som Simone)
- 2012 – Ice Age 4 - Jorden skakar loss (röst som Milton och Hunky Siren)
- 2012 – Röjar-Ralf (röst som kung Candy/Turbo)
- 2013 – 42
- 2013 – Frost (röst som hertig af Vessleby)
- 2014 – Big Hero 6 (röst som Alistair Krei)
- 2015 – Maze Runner: The Scorch Trials
- 2015 – Trumbo
- 2015 – Oddball
- 2016 – Zootropolis (röst som Duke Weaselton)
- 2016 – Vaiana (röst som Heihei och bybo)
- 2016 – Rogue One: A Star Wars Story
- 2018 – Röjar-Ralf kraschar internet (röst som Vetmer)
- 2019 – Aladdin (röst som Jago)
- 2019 – Frost 2 (röst som Tundraledare och hertig af Vessleby)
- 2021 – Raya och den sista draken (röst som Tuk Tuk)
- 2021 – Encanto (röst som Pico)
- 2021–2024 – Resident Alien (TV-serie)
- 2022 – Avförtrollad (röst som Scroll)
- 2022 – En annorlunda värld (röst som Duffle och Radiopratare)
- 2023 – Peter Pan och Lena
- 2023 – Once Upon a Studio (röst som Hattmakaren)
- 2023 – Önskan (röst som Valentino)
- 2024 – Vaiana 2 (röst som Heihei)
- 2025 – Passagen (röst som Cosmo)
- 2025 – Superman